# 入江文敏
入江 文敏（いりえ ふみとし、1954年 - ）は、日本の考古学者。関西大学文学部非常勤講師。専門は古墳時代史。小浜市・若狭町・高島市歴史文化基本構想等策定委員。

## 人物
福井県出身。若狭地方の小学校、中学校社会科教諭、福井県立若狭歴史民俗資料館文化財調査員、福井県立若狭東高等学校社会科教諭を経て、1996年から2015年までの19年間、福井県立若狭高等学校社会科教諭（日本史）兼、教育相談室室長を歴任。
長年にわたり、若狭地方の古墳時代の遺跡調査にたずさわっており、現在は、全国各地でシンポジウムや講演等を行っている。

## 著書
- 『若狭・越古墳時代の研究』（学生社） 2011年4月

## 出演

### テレビ
- ニュースザウルスふくい 古墳時代の遺跡から北陸初「鉄鐸」鯖江市（2023年7月6日、NHK福井放送局）

## 関連人物
- 高橋克壽 - 花園大学文学部教授
- 伊藤雅文 - 歴史家
- 赤塚次郎 - 古代邇波の里・文化遺産ネットワーク理事長
- 鈴木靖民 – 横浜市歴史博物館館長
- 篠川賢 - 成城大学教授
- 田中俊明 - 滋賀県立大学名誉教授
- 森田克行 - 今城塚古代歴史館館長